# Stieda-Pellegrini-Köhler-Schatten

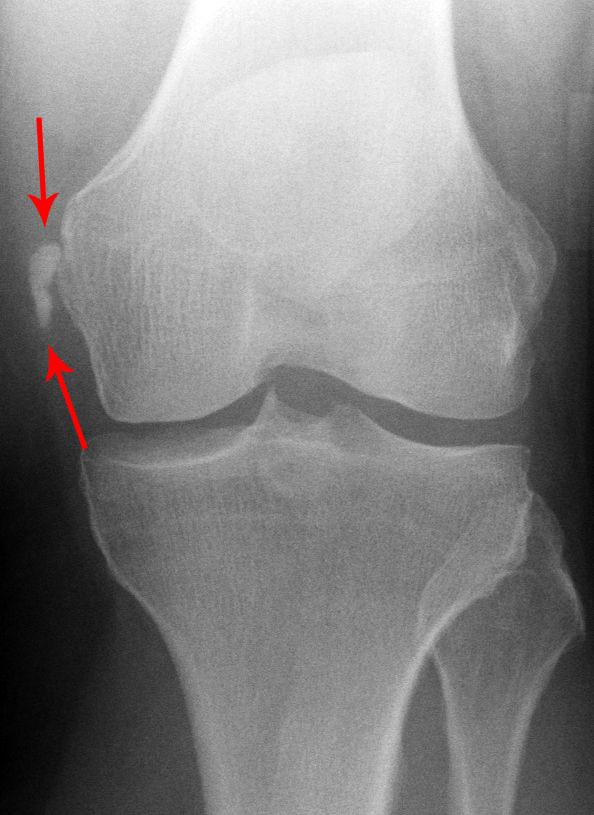
Stieda-Pellegrini-Köhler-Schatten

Der Stieda-Pellegrini-Köhler-Schatten ist eine Verknöcherung im Ursprung des Innenbandes des Kniegelenkes. Er ist röntgenologisches Zeichen einer stattgehabten Verletzung ebendieses Bandes. Das hierdurch verursachte Hämatom verkalkt und erscheint als knochendichter Schatten im Röntgenbild. Hiervon abzugrenzen ist der viel seltenere knöcherne Ausriss des Bandes.